# Augusta Karolina Welf
Augusta Karolina Fryderyka Luiza Welf (ur. 3 grudnia 1764 w Brunszwiku, zm. 27 września 1788 w Koluvere) – księżniczka Brunszwiku-Wolfenbüttel, księżna Wirtembergii.
Córka księcia Brunszwiku-Wolfenbüttel Karola Wilhelma i księżniczki Augusty Fryderyki Hanowerskiej. Jej dziadkami byli: Karol Welf i Filipa Charlotta Pruska oraz książę Walii Fryderyk Ludwik Hanowerski i Augusta Sachsen-Gotha.
15 października 1780 roku wyszła za mąż za księcia Fryderyka Wirtemberskiego. Para miała: 
- Wilhelma (1781-1864) – król Wirtembergii
- Katarzynę (1783-1835) – żona Hieronima Bonaparte
- Augustę (1783-1784)
- Pawła (1785-1847).

Fryderyk był brutalny w stosunku do swojej żony. W czasie pobytu na dworze rosyjskim, Augusta uciekła przez mężem do carycy Katarzyny, teściowej siostry Fryderyka Marii Fiodorowej. Katarzyna zaoferowała Auguście schronienie, jak również napomniała listownie księcia wirtemberskiego. Maria Fiodorowa stanęła w obronie brata, za co została upomniana przez carycę. Ojciec Augusty nie zgodził się na rozwód. Katarzyna zaoferowała Auguście miejsce zamieszkania we wsi Koluvere w gminie Kullamaa w Estonii. Tam opiekował się nią Wilhelm von Pohlmann (1727-1796), który nawiązał z księżniczką romans. Nie wiadomo czy Augusta została do tego zmuszona, czy też zgodziła się na to z własnej woli. 27 września 1788 roku Augusta urodziła nieślubne dziecko. Pohlmann bojąc się reakcji carycy nie wezwał do rodzącej lekarza. Księżna zmarła tego samego dnia z powodu wykrwawienia, została pochowana w nieoznakowanym grobie.